# Ichoria virescens
Ichoria virescens är en fjärilsart som beskrevs av Paul Dognin 1914. Ichoria virescens ingår i släktet Ichoria och familjen björnspinnare. Inga underarter finns listade i Catalogue of Life.